# Janumys
Janumys è un genere di mammiferi estinti appartenenti all'ordine dei Multituberculata, famiglia Incertae sedis. I resti fossili provengono dal Medio Cretaceo degli Nord America. Questi erbivori vissero durante l'era Mesozoica, conosciuta anche come "l'era dei dinosauri". Furono tra i rappresentanti più evoluti del sottordine informale dei "Plagiaulacida".

## Descrizione
( Zofia Kielan-Jaworowska, Richard L. Cifelli, Zhe-Xi Luo, 3, in Mammals from the age of dinosaurs: origins, evolution, and structure, vol. 53, Columbia University Press, 2004,  pp. 260-342, ISBN 0-231-11918-6.)

## Distribuzione
I suoi resti sono stati scoperti negli strati databili al Cretaceo (Albiano o Cenomaniano) della Formazione San
Rafael Swell, (Formazione Cedar Mountain), nello stato dello Utah, in USA.

## Specie
La specie Janumys erebos venne classificata da Eaton e Cifelli nel 2001,  ed è la specie tipo per monotipia.

## Tassonomia
Sottoclasse  †Allotheria Marsh, 1880
- Ordine †Multituberculata Cope, 1884:
  - Sottordine †Plagiaulacida Simpson, 1925
    - Ramo Plagiaulacidae
      - Famiglia Incertae sedis
        - Genere †Janumys Eaton & Cifelli, 2001
          - Specie †J. erebos Eaton & Cifelli, 2001